# Commiphora
Commiphora ist eine Gattung der Balsambaumgewächse (Burseraceae). Sie ist eng mit der Gattung Bursera verwandt. Der wissenschaftliche Name setzt sich zusammen aus dem griechischen kommi (‚Gummi‘) und phoreus (‚tragend‘) und bezieht sich auf die Gummiharze, welche die meisten Arten produzieren.

## Beschreibung

### Vegetative Merkmale
Commiphora-Arten wachsen als meist laubabwerfende Bäume oder Sträucher, oft sind sie bewehrt oder dornig. Die meist unpaarig drei- bis mehrzählig gefiederten Blätter sitzen wechselständig oder zusammen stehend, manchmal ist nur ein Endblättchen vorhanden. Die sitzenden oder fast sitzenden Blättchen sind gesägt, gekerbt oder ganzrandig.
Nebenblätter fehlen.

### Generative Merkmale
Die Pflanzen sind meist zweihäusig diözisch. Die kleinen, zwittrigen oder meist eingeschlechtigen Blüten stehen achselständig, einzeln, oder in Bündeln von zwei bis fünf oder in Rispen. Die meist funktionell eingeschlechtlichen Blüten sind 4–5-zählig mit doppelter Blütenhülle. Es kann ein Blütenbecher vorhanden sein. Die Kronblätter sind valvat. Es sind ein oder zwei, oft ungleiche, Staubblattkreise vorhanden. Der Fruchtknoten ist meist oberständig mit kurzem Griffel. Es ist ein Diskus vorhanden. Im weiblichen Blüten sind meist Staminodien und in männlichen ein Pistillode ausgebildet.
Die Steinfrüchte sind kugelig und manchmal seitlich abgeflacht. Die Samen bzw. Steinkerne besitzen einen Pseudoarillus. 

## Verbreitung und Systematik
Die Gattung umfasst etwa 185 Arten in Indien, Westpakistan, der Arabischen Halbinsel und im tropischen und südlichen Afrika.
Die Erstbeschreibung der Gattung durch Nikolaus Joseph von Jacquin wurde 1797 veröffentlicht. Ihre Typusart ist Commiphora madagascariensis Jacq..

## Sukkulente Arten
Folgende Arten sind sukkulent:
- Commiphora benguelensis Swanepoel
- Commiphora buruxa Swanepoel
- Commiphora capensis (Sond.) Engl.
- Commiphora cervifolia  J.J.A.van der Walt
- Commiphora dinteri Engl.
- Commiphora gariepensis Swanepoel
- Commiphora giessii  J.J.A.van der Walt
- Commiphora gracilifrondosa Dinter ex J.J.A.van der Walt
- Commiphora kaokoensis Swanepoel
- Commiphora kraeuseliana Heine
- Commiphora namaensis Schinz
- Commiphora namibensis Swanepoel
- Commiphora oblanceolata Schinz
- Commiphora otjihipana Swanepoel
- Commiphora saxicola Engl.
- Commiphora virgata Engl.
- Commiphora wildii Merxm.

## Nutzung
Einige Arten werden als Myrrhe, manche als Bdellium genutzt.